# 莫達沃城堡

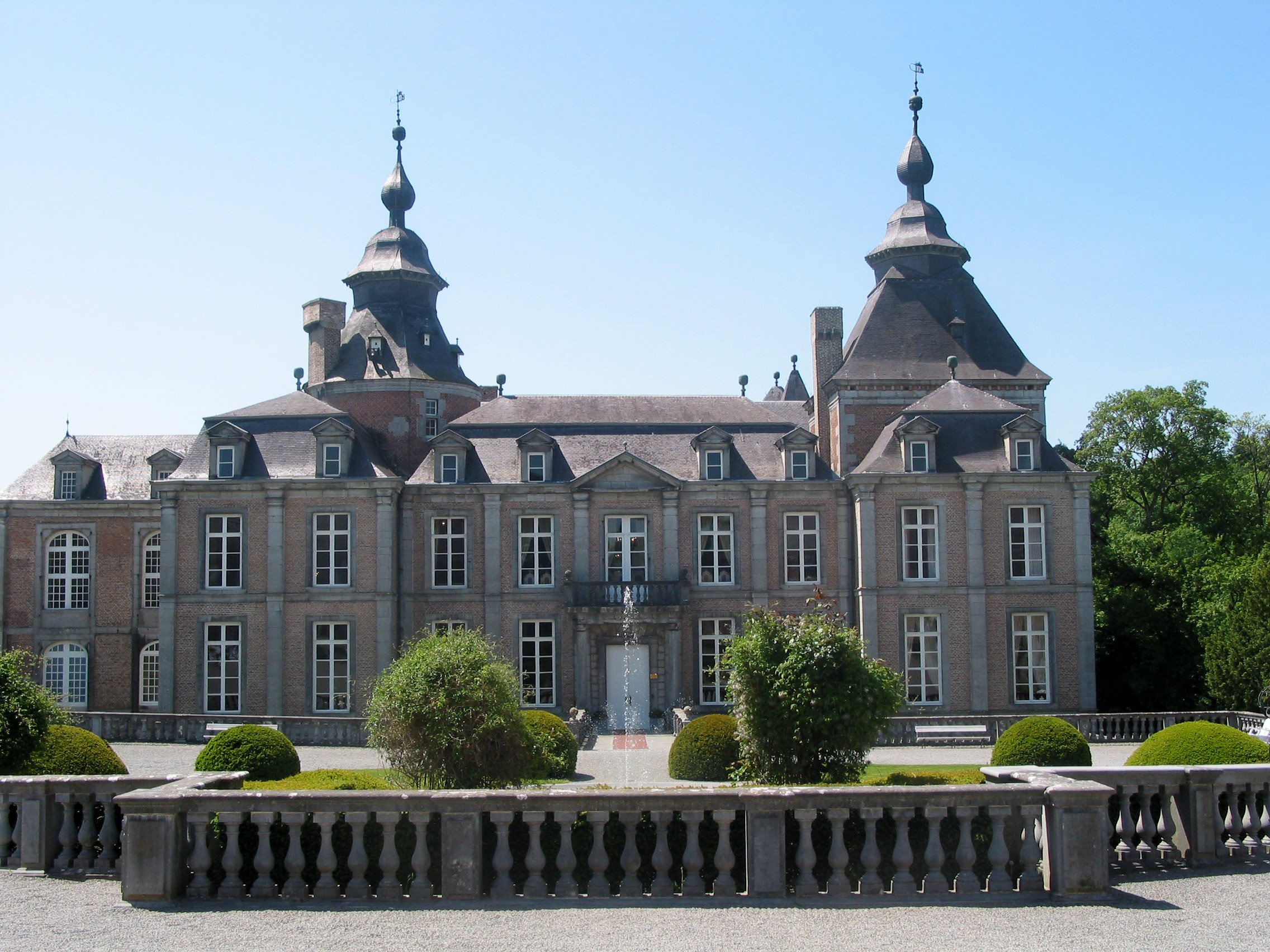

莫達沃城堡（法語：Château de Modave，發音：[ʃato də mɔdav]）是位於比利時列日省南部莫达沃的一座城堡。由於這座城堡位於集水區之內，為了保護環境，1941年3月，布魯塞爾市際水務公司購買了這座城堡。現在莫達沃城堡在每年的四月至十月對公眾開放。

## 外部連結
- 莫达沃城堡官方网站 （页面存档备份，存于）

50°26′28″N 5°17′13″E / 50.441°N 5.287°E